# پوراز (کیار)
پوراز روستای توریستی پوراز روستایی زیبا در دهستان مشایخ، بخش ناغان، از توابع شهرستان کیار و استان چهارمحال و بختیاری قرار دارد. آبشار دره عشق در فاصله ۱۰ کیلومتری این روستا قرار دارد.مردم روستا از قوم لر و ایل بختیاری و زبان لری با گویش بختیاری است. کوه هلن در نزدیکی این روستا قرار دارد.چشمه پوراز در این روستا قرار دارد و بسیار زیباست.
این روستا به دلیل قرار گرفتن در منطقه حفاظت‌شده هلن، و در مجاورت منطقه حفاظت‌شده سبزکوه و وجود چشمه سارهای زیاد و عبور رودخانه کارون از کنار روستا، همچنین دره‌ها و کوه‌های پوشیده از جنگلهای بلوط چشم‌اندازی بی نظیری را خلق کرده است. روستاهای مجاور روستای پوراز عبارت اند از: روستای دوپلان، روستای جوزستان روستای برنجگان و روستای دورک شاپوری(اناری) هستند. این روستا در فصل بهار و پاییز مقصد گردشگران زیادی است، شغل مردم روستا کشاورزی و دامپروری است، این روستا باغات انار زیادی دارد.

## جمعیت
این روستا در دهستان مشایخ قرار دارد و براساس سرشماری عمومی نفوس و مسکن (۱۳۹۵) جمعیت آن ۱۰۳ نفر (۲۳خانوار) بوده‌است.